# Dekapolis
Dekapolis (řecky Δεκάπολις, tzn. Desetiměstí) bylo sdružení deseti měst, existující ve starověku na Blízkém východě. Navzdory úzké integraci na kulturní a hospodářské rovině tato města nikdy nevytvořila jednotný státní útvar. Po dobytí oblasti podél řeky Jordán Alexandrem Velikým přijali obyvatelé těchto měst helénistický způsob života a jazyk koiné, na rozdíl od svých židovských sousedů vyznávali pohanské náboženství. 
Roku 64 př. n. l. oblast dobyl Pompeius a vytvořil zde římskou provincii Sýrie. Města se těšila značné míře samosprávy, bohatla z obchodu, razila vlastní mince a byla oporou římské moci v Levantě. Rozšíření říše za Trajána a vznik nových římských měst, jako např. Abila, vedly k tomu, že ve druhém století ztratila Dekapolis svoji výlučnost a termín se přestal používat.
V evangeliích jsou často zmiňovány Ježíšovy cesty do Dekapole. 

## Seznam měst
- Skythopolis (Bejt Še'an)
- Gerasa (Džaraš)
- Hippos (Národní park Susita)
- Gadara (Umm Kajs)
- Pella
- Filadelfia (Ammán)
- Dion (Bejt Ras)
- Kanátha
- Rafana
- Damašek